# Antoni Domènech i Morera
Antoni Domènech i Morera va ser un compositor i organista del s.XIX de Valls (Tarragona). Actiu a Vilanova i la Geltrú aproximadament entre 1830 i 1846, localitat en la qual va exercir com a organista a l'església parroquial de Santa Maria de la Geltrú. Es conserven diverses obres seves en aquesta localitat.
Algunes de les seves obres són: 8 Gozos, 2V; Alma Redemptoris Mater, Aria; Cántico, 4V; Completas; Lamentos: Marcha del Ave Maris Stella; Marcha, 1831: Missa; Rosario y trisagio; Rosario, 3V; Rosario, 4V; Rosario; Sinfonía, 1826.